# Данилов Сергій
Сергій Данилов (латис. Sergejs Daņilovs; народився 16 лютого 1989, Мадона, Латвія) — латвійський хокеїст, нападник. Виступає в лієпайському Металургсі. Виступав у складі юніорської збірної Латвії (U-18).